# 布拉格節拍器

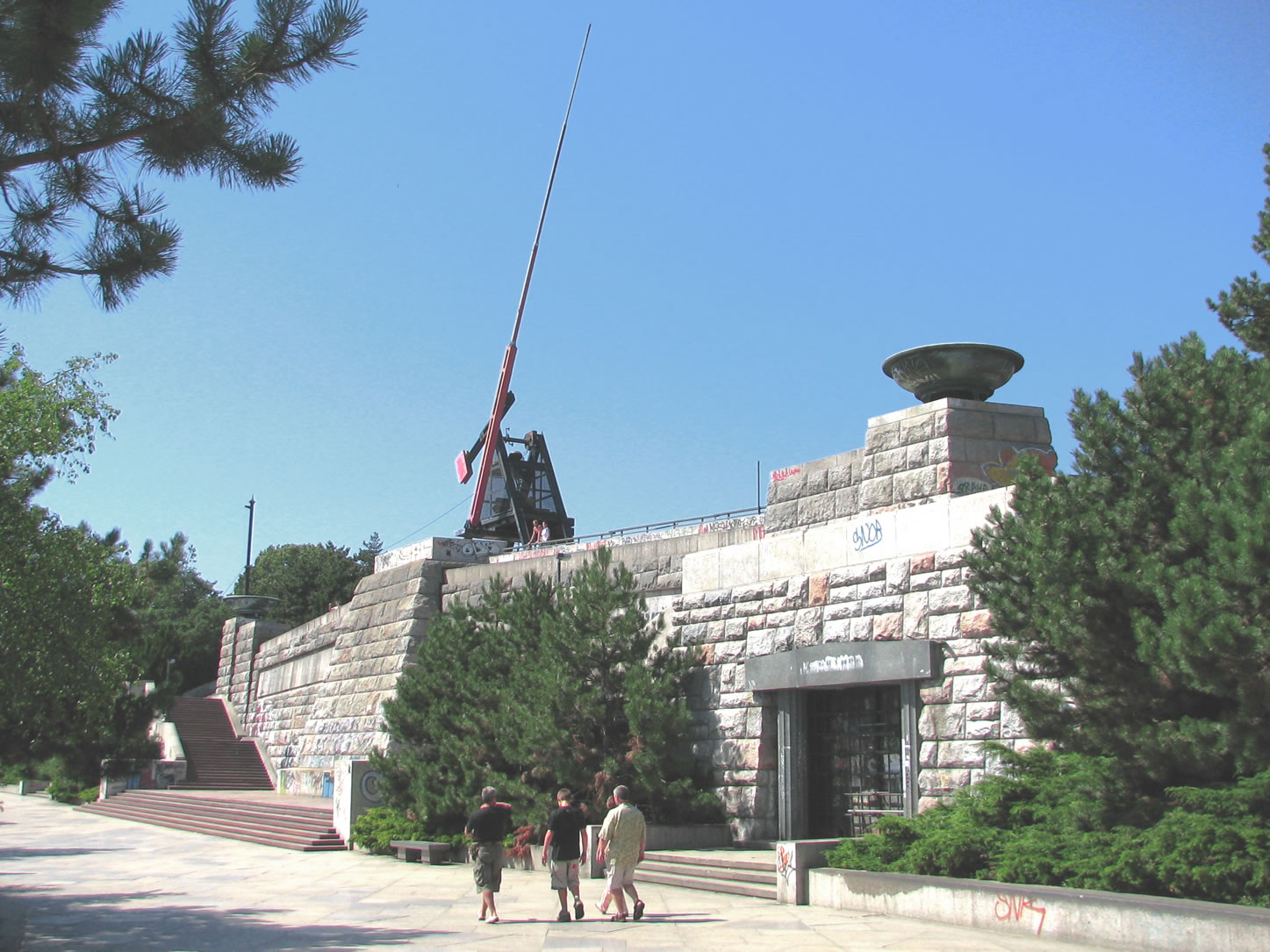
布拉格節拍器

布拉格節拍器（Prague Metronome）是位於捷克首都布拉格萊特納公園的一個紀念碑，這裡原本是一座巨大的斯大林雕像。捷克共產主義政權崩潰之後，布拉格節拍器取代了斯大林雕像。

## 外部連結
- Article showing former Stalin monument （页面存档备份，存于）

50°05′41″N 14°24′56″E / 50.09472°N 14.41556°E